# IC 4518/3
IC 4518/3 је спирална галаксија у сазвијежђу Вук која се налази на листи објеката дубоког неба у Индекс каталогу.
Деклинација објекта је - 43° 7' 52" а ректасцензија 14h 57m 45,2s. Привидна величина (магнитуда) објекта IC 4518 износи 13,5 а фотографска магнитуда 14,3. IC 45183 је још познат и под ознакама ESO 273-12, MCG -7-31-3, VV 780, IRAS 14544-4255, AM 1454-425, Beta Lup (2.7) 8' f, PGC 53471.